# Arpes d'Ur
Les arpes d'Ur o l'arpa de Puabi són els instruments de corda més antics que s'han trobat al món i associats a la civilització sumèria del Pròxim Orient, a l'edat del bronze. L'any 1929, diferents arqueòlegs van descobrir tres peces de lires i una arpa a Ur, la ciutat estat localitzada a l'antiga Mesopotàmia, a l'actual Iraq. Després d'un estudi, s'ha pogut determinar que tenen uns 4.500 anys d'antiguitat. Leonard Woolley fou l'investigador que en liderà el descobriment, així com els treballs d'excavació de les tombes reials d'Ur, el 1922 i el 1934. Les restes han estat restaurades i distribuïdes en diferents museus. La mateixa lira d'Ur s'ha trobat dibuixada a l'estendard d'Ur.